# Route 233 (Québec)
Pour les articles homonymes, voir Route 233.
La route 233 (R-233) est une route régionale québécoise d'orientation nord / sud située sur la rive sud du fleuve Saint-Laurent. Elle dessert les régions de l'Estrie et de la Montérégie.

## Tracé
La route 233 débute à Farnham, sur la route 104. Elle se termine à la limite sud de la ville de Saint-Hyacinthe sur la route 231. Au nord de Saint-Césaire, elle devient plus sinueuse, car elle longe la rive ouest de la rivière Yamaska.

## Localités traversées (du sud au nord)
Liste des municipalités dont le territoire est traversé par la route 233, regroupées par municipalité régionale de comté.

### Estrie
Brome-Missisquoi
- Farnham

### Montérégie
Le Haut-Richelieu
- Sainte-Brigide-d'Iberville

Rouville
- Saint-Césaire

Les Maskoutains
- Saint-Damase
- Saint-Hyacinthe

## Intersections majeures
| MRC               | Municipalité               | km    | Destinations                                             | Notes                                                                                |
| ----------------- | -------------------------- | ----- | -------------------------------------------------------- | ------------------------------------------------------------------------------------ |
| Brome-Missisquoi  | Farnham                    | 0,00  | R-104 – Farnham, Cowansville, Sainte-Brigide-d'Iberville |                                                                                      |
| Le Haut-Richelieu | Sainte-Brigide-d'Iberville | 9,70  | A-10 – Montréal, Sherbrooke                              | Sortie 48 de l'A-10                                                                  |
| Rouville          | Saint-Césaire              | 15,70 | R-112 – Rougemont, Chambly, Granby, Marieville           | Marieville indiqué en direction sud, Rougemont et Chambly indiqués en direction nord |
| Les Maskoutains   | Saint-Hyacinthe            | 34,20 | R-231 – Saint-Damase, Saint-Hyacinthe                    |                                                                                      |
|                   |                            |       |                                                          |                                                                                      |